# Volkswagen EA898
Volkswagen EA898 — дизельный двигатель внутреннего сгорания немецкого автоконцерна Volkswagen, находящийся в производстве с 2016 по 2020 год.

## Технические характеристики
Объём двигателя Volkswagen EA898 составляет 3956 см3, диаметр цилиндра — 91,4 мм, ход поршня — 83 мм, а зазор между цилиндрами — 90 мм. Степень сжатия составляет 16:0. V-образный угол составляет 90 градусов. Алюминиевые поршни имеют лазерный сплав по краю жёлоба. Картер сделан из серого чугуна.
Клапанный механизм приводится в действие с помощью ремня газораспределительного механизма. Вес двигателя мощностью 320 кВт составляет 266,5 кг, согласно стандарту DIN.
Двигатель оснащён двумя турбонаддувами с водяным охлаждением Honeywell GTD 2056 и изменяемой геометрией. Система Common rail работает при давлении до 2500 бар.
| Производитель                                                                                     | Модель              | Годы производства |
| ------------------------------------------------------------------------------------------------- | ------------------- | ----------------- |
| Мощность: 310 кВт (422 л. с.) при 3500—5000 об/мин, крутящий момент: 850 Н*м при 1000—3250 об/мин |                     |                   |
| Porsche                                                                                           | Porsche Panamera II | 11.2016—08.2017   |
| Мощность: 310 кВт (422 л. с.) при 3500—5000 об/мин, крутящий момент: 900 Н*м при 1250—3250 об/мин |                     |                   |
| Volkswagen                                                                                        | VW Touareg III      | 05.2019—09.2020   |
| Мощность: 320 кВт (435 л. с.) при 3750—5000 об/мин, крутящий момент: 900 Н*м при 1000—3250 об/мин |                     |                   |
| Audi                                                                                              | Audi SQ7            | 05.2016—06.2018   |
| Bentley                                                                                           | Bentley Bentayga    | 02.2017—08.2019   |
| Мощность: 320 кВт (435 л. с.) при 3750—4750 об/мин, крутящий момент: 900 Н*м при 1200—3250 об/мин |                     |                   |
| Audi                                                                                              | Audi SQ7            | 09.2019—09.2020   |
| Audi                                                                                              | Audi SQ8            | 07.2019—09.2020   |
| Audi                                                                                              | Audi A8 D5          | 12.2019—09.2020   |